# Plainfaing
Plainfaing (deutsch veraltet Pflempfen oder Blenfingen) ist eine französische Gemeinde mit 1592 Einwohnern (1. Januar 2022) im Département Vosges in der Region Grand Est (bis 2015 Lothringen). Sie gehört zum Arrondissement Saint-Dié-des-Vosges und zum Gemeindeverband Saint-Dié-des-Vosges.

## Geografie
Plainfaing liegt am Fuß des Col du Bonhomme an der oberen Meurthe, 17 Kilometer südöstlich von Saint-Dié-des-Vosges, der Hauptstadt (Chef-lieu) des gleichnamigen Arrondissements. Die östliche Gemeindegrenze verläuft auf dem Kamm der Vogesen und bildet damit die Grenze zum Département Haut-Rhin. Die Meurthe fließt durch das Gemeindegebiet von Südosten nach Nordwesten und nimmt dabei mehrere kleine Gebirgsbäche auf (Ruisseau de Cascade, Ruisseau du Louschbach). Die höchste Erhebung im Gemeindebereich von Plainfaing ist der 1302 m hohe Gazon du Faing, mehrere andere Berge erreichen die 1000-Meter-Marke, darunter der Haut de Steige (1088 m) westlich der Meurthe. Ein ca. 4 km² großes Gebiet im Südwesten der Gemeinde liegt über 1100 Meter Meereshöhe und ist unbewaldet, hier befindet sich das 1988 eingerichtete Naturschutzgebiet Gazon du Faing Tanet mit der für Hochmoore typischen Flora.
Das 38,56 km² große Gemeindegebiet Plainfaings besteht zu zwei Dritteln aus Wäldern (Forêt domaniale de la Haute-Meurthe, Forêt communale de Fraize, Bois du Lesseux), die bis an die Kammlinie der Vogesen reichen. In den tiefer gelegenen Gebieten herrscht Weideland vor, ein wirtschaftlicher Getreideanbau ist aufgrund der Höhenlage nicht mehr möglich.
Zu Plainfaing gehören die Ortsteile Barançon, Habeaurupt, La Hardalle und Le Rudlin.
Nachbargemeinden von Plainfaing sind Fraize im Norden, Le Bonhomme, Orbey und Soultzeren im Osten und Südosten (Département Haut-Rhin), Le Valtin im Süden sowie Ban-sur-Meurthe-Clefcy im Westen.

## Geschichte

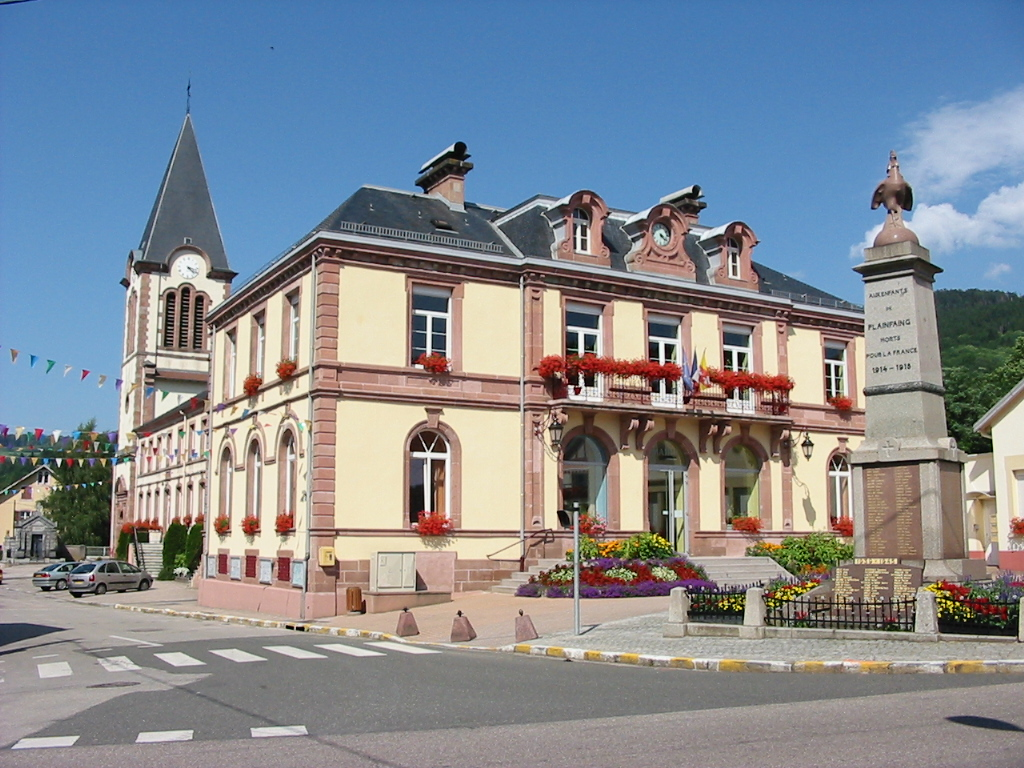
Mairie (Rathaus) Plainfaing

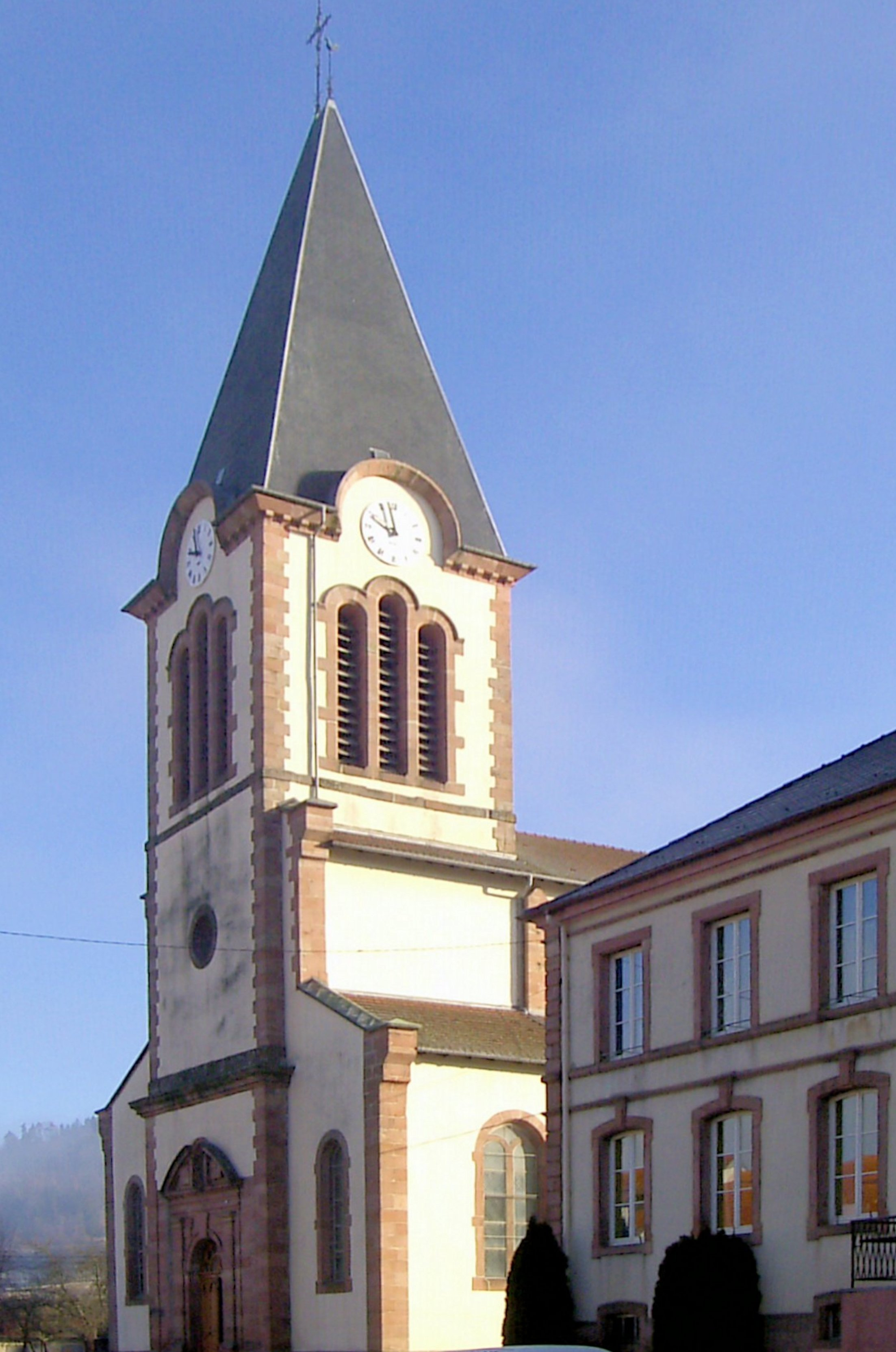
Kirche Saint-Nicolas

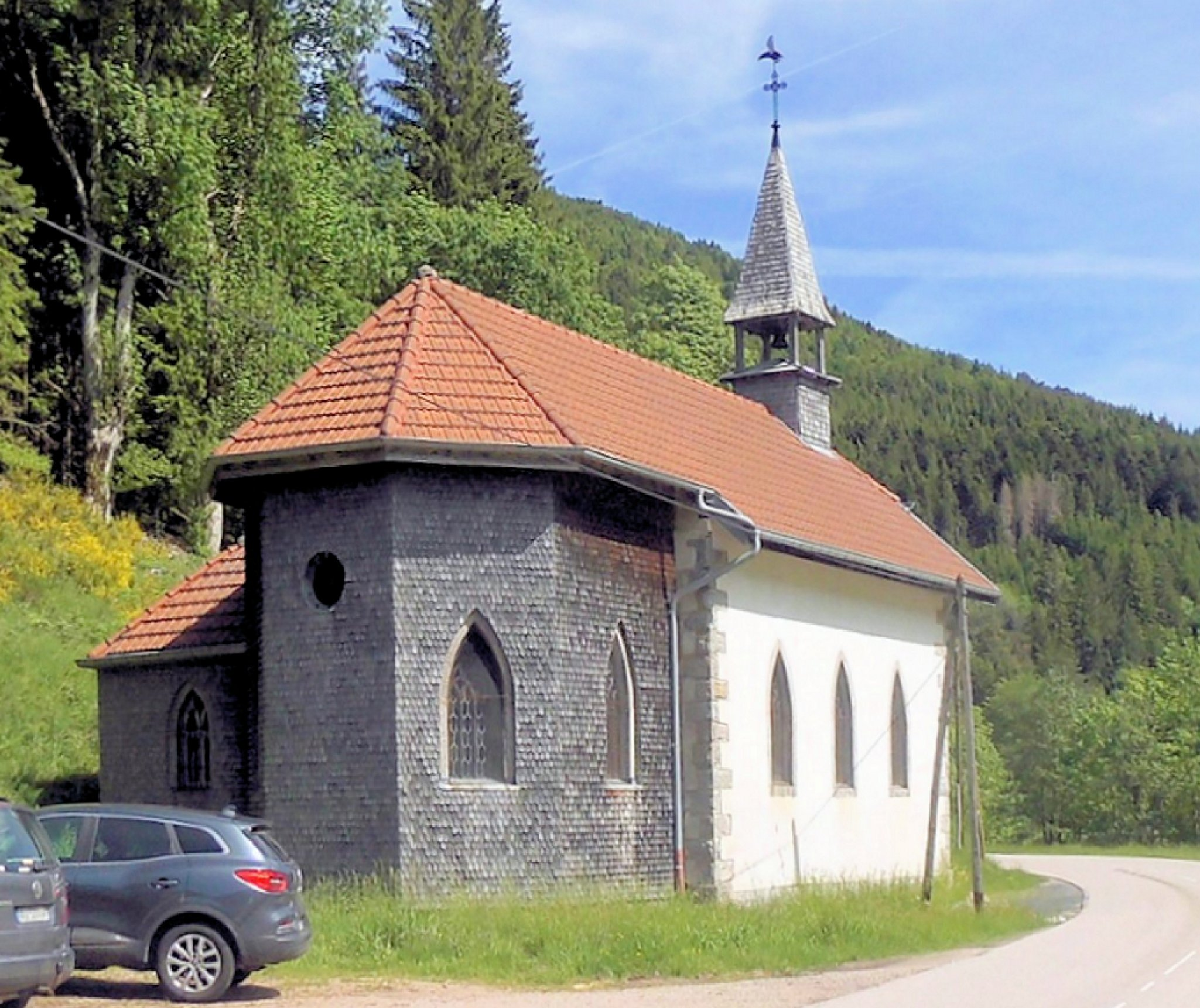
Kirche St. Johannes der Täufer im Ortsteil Le Rudlin

Plainfaing (frühere Schreibweisen: Pleinfaing, Pleinfin) gehörte ursprünglich zum Bann Fraize.
Im 16. Jahrhundert entstand durch einen in Plainfaing geborenen Domherren der Kathedrale in Saint-Dié-des-Vosges eine erste Kapelle, die heute nicht mehr existiert. 1782 wurde mit der neu erbauten Kirche Saint-Nicolas die Pfarrei Plainfaing gegründet, zu der die umliegenden Weiler gehörten.
Aus dem Bann Fraize, der viele verstreute Weiler umfasste, entstanden 1783 die Gemeinden Fraize und Plainfaing.
Ab Mitte des 19. Jahrhunderts hielt wie in anderen Vogesentälern auch in Plainfaing die Textilindustrie Einzug. Als Gründer gilt Nicolas Geliot (1805–1873), Industrieller und Bürgermeister in Plainfaing. Im Jahr 1905 wurde mit 5300 die bislang höchste Einwohnerzahl registriert. 1970 ging mit der Schließung aller Textilbetriebe eine lange Ära zu Ende, was eine hohe Arbeitslosigkeit sowie Abwanderung zur Folge hatte. In den nachfolgenden Jahrzehnten konnte nur allmählich eine neue Wirtschaftsstruktur aufgebaut werden.
Heute sind fast alle Industriebrachen beseitigt, das Trinkwassernetz wurde erneuert, Post und Rathaus wurden saniert.

## Bevölkerungsentwicklung
| Jahr      | 1962 | 1968 | 1975 | 1982 | 1990 | 1999 | 2006 | 2013 | 2021 |
| --------- | ---- | ---- | ---- | ---- | ---- | ---- | ---- | ---- | ---- |
| Einwohner | 2519 | 2803 | 2402 | 2235 | 1948 | 1764 | 1812 | 1733 | 1616 |

Im Jahr 1901 wurde mit 5422 Bewohnern die bisher höchste Einwohnerzahl ermittelt. Die Zahlen basieren auf den Daten von cassini.ehess und INSEE.

## Sehenswürdigkeiten
- Kirche Saint-Nicol
- Kapelle Saint-Jean-Baptiste im Ortsteil Habaurupt

## Wirtschaft und Infrastruktur
Die Landwirtschaft spielt im oberen Meurthetal heute nur noch eine untergeordnete Rolle. In der Gemeinde sind 15 Landwirtschaftsbetriebe ansässig (Kartoffelanbau, Milchwirtschaft, Zucht von Pferden, Rindern, Schafen und Ziegen). Durch den Waldreichtum in den oberen Vogesen hat die Forstwirtschaft eine lange Tradition. In Plainfaing gibt es heute kleinere Unternehmen, zu deren Erzeugnissen Möbel, Trommeln und Metallfarben gehören.

### Bildung
Neben einem Kindergarten gibt es in Plainfaing mit der École Primaire du Centre und der École de la Truche zwei Grundschulen in der Gemeinde, in der nahen Kleinstadt Fraize ist das Collège de la Haute-Meurthe ansässig.

### Verkehrsanbindung
Plainfaing liegt an der Route nationale 415, die von Saint-Dié-des-Vosges über den nahen Col du Bonhomme und Colmar nach Breisach am Rhein verläuft. Von Plainfaing aus führt die Départementsstraße 23 entlang der Meurthe stromaufwärts bis an den Fuß des Col de la Schlucht.

## Persönlichkeiten
- Maurice Jacquel (1929–2004), Ringer

## Belege
1. ↑  Marichal, Paul Georges François Joseph, 1870-: Dictionnaire topographique du département des Vosges : comprenant les noms de lieu anciens et modernes. Imprimerie nationale, 1941.
2. ↑  Louis Thomas: Croquis d'Allemagne. Les Marches de l'Est, 1914, S. 262.
3. ↑  Plainfaing auf cassini.ehess
4. ↑  Plainfaing auf INSEE
5. ↑  Landwirtschaftsbetriebe auf annuaire-mairie.fr (französisch)